# Munizipalität Chulo
Munizipalität Chulo (georgisch ხულოს მუნიციპალიტეტი, Chulos munizipaliteti) ist eine Verwaltungseinheit (etwa entsprechend einem Landkreis) in der Autonomen Republik Adscharien im Südwesten von Georgien. Sie hat 26.600 Einwohner (Stand: 2021).

## Geographie
Das Verwaltungszentrum der Munizipalität Chulo ist die Minderstadt Chulo. Die Fläche der am weitesten östlich, von der Küste des Schwarzen Meeres entfernt gelegenen Munizipalität Adschariens beträgt 710 km². Die Einwohnerzahl war mit 23.327 Einwohnern (2014) gegenüber der vorangegangenen Volkszählung (33.430 Einwohner 2002) stark gesunken.
Bevölkerungsentwicklung
Anmerkung: Volkszählungsdaten. 1952 Rajon Schuachewi ausgegliedert.

Im Westen wird die Munizipalität Chulo von der Munizipalität Schuachewi, im Nordwesten von der Munizipalität Osurgeti, im Norden von der Munizipalität Tschochatauri, im Osten von der Munizipalität Adigeni und im Süden von der Türkei begrenzt.
Das Gebiet der Munizipalität ist gebirgig: Im Süden erstreckt sich entlang der Staatsgrenze zur Türkei das Schawschet-Gebirge mit dem 2992 Meter hohen Kentschauli, im Norden das dort um 2700 Meter hohe Meschetische Gebirge. Der größte Fluss ist der Adschariszqali.
Die größte Ortschaft ist das Dorf Kwemo Waschlowani, mit 1044 Einwohnern noch vor dem Hauptort Chulo mit 1007 Einwohnern; weitere größere Orte mit jeweils über 600 Einwohnern sind Dekanaschwilebi, Didatschara, Kedlebi, Riqeti und Zablana (2014). Die Munizipalität gliedert sich in den eigenständigen Hauptort Chulo sowie zwölf Gemeinden (georgisch temi, თემი beziehungsweise bei nur einer Ortschaft einfach „Dorf“, georgisch sopeli, სოფელი) mit insgesamt 78 Ortschaften:
| Gemeinde        | Anzahl Ortschaften | Einwohner (2014) |
| --------------- | ------------------ | ---------------- |
| Agara           | 1                  | 497              |
| Chichadsiri     | 4                  | 830              |
| Dekanaschwilebi | 12                 | 4147             |
| Didatschara     | 3                  | 1549             |
| Dioknissi       | 11                 | 3205             |
| Ghordschomi     | 16                 | 2813             |
| Puschrukauli    | 5                  | 836              |
| Riqeti          | 4                  | 1788             |
| Sazichuri       | 4                  | 648              |
| Schalti         | 8                  | 2749             |
| Tchilwana       | 4                  | 1031             |
| Waschlowani     | 6                  | 2227             |

## Sehenswürdigkeiten
In der Munizipalität Chulo befinden sich einige Sehenswürdigkeiten, wie zum Beispiel die Kirche Schalta aus dem 13. Jahrhundert und die Festung Chichani aus dem 10. bis 13. Jahrhundert. Im Osten der Munizipalität liegt der Grüne See (Mzwane Tba).